# حقيبة بيركن
حقيبة بيركن (أو بيركين ببساطة) هي حقيبة يد طرحتها شركة هيرميس الفرنسية للسلع الفاخرة عام 1984. حقائب بيركن مصنوعة يدويًا من الجلد، وسُمّيت تيمنًا بالممثلة والمغنية الإنجليزية الفرنسية جاين بيركين.

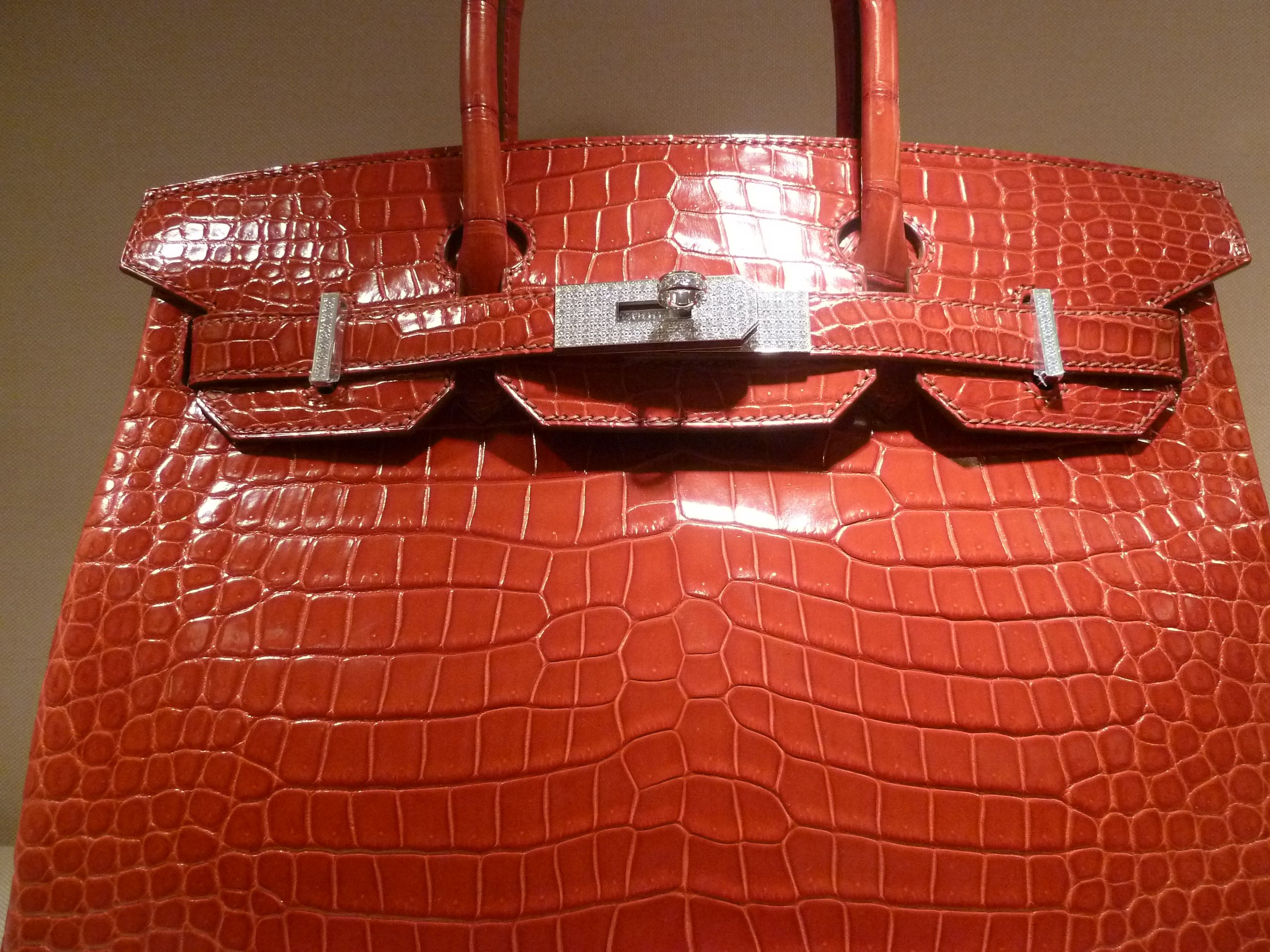
حقيبة بيركن من جلد التمساح

سرعان ما أصبحت الحقيبة رمزًا للثروة والحصرية نظرًا لسعرها المرتفع وقوائم الانتظار الطويلة. حقائب بيركين قطعة شائعة لدى هواة جمع حقائب اليد، وكانت تُعتبر في السابق أندر حقيبة يد في العالم. تكمن قيمة الحقيبة في سعرها المرتفع عمدًا، مما أدى إلى وصفها بأنها سلعة فبلين.

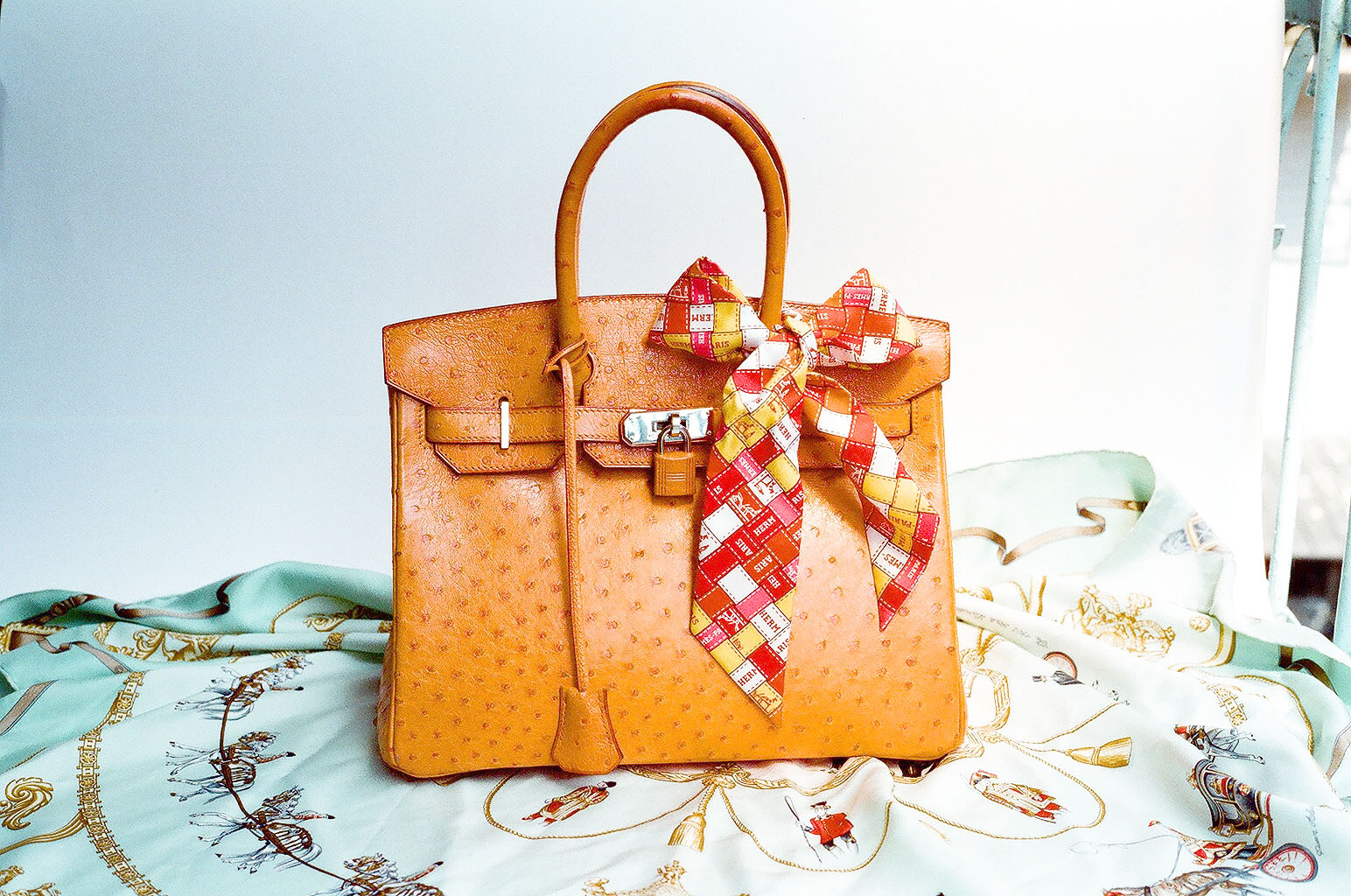
حقيبة بيركن من جلد النعام

في عام 2020، بدأت أسعار التجزئة من 11400 دولار أمريكي لحقيبة بيركن 25. يمكن أن تختلف التكاليف بشكل كبير وفقًا لنوع الجلد، وما إذا كانت الجلود المستخدمة نادرة، وما إذا كانت المعادن الثمينة والمجوهرات جزءًا من الحقيبة. بيعت حقيبة مصنوعة من جلد طبيعي وألماس في مزاد من قبل كريستيز في هونغ كونغ بسعر قياسي بلغ 380000 دولار أمريكي (2.94 مليون دولار هونغ كونغ) في مايو 2017. يتم توزيع بيركن على متاجر هيرميس في جداول زمنية غير متوقعة وبكميات محدودة، مما يخلق ندرة مصطنعة وحصرية. لقد غمرت سوق إعادة البيع الراقية ويتم إعادة بيعها بشكل متكرر في متاجر السلع المستعملة وعبر وسائل التواصل الاجتماعي.